# Воружка
Воружка — деревня в Шиловском районе Рязанской области в составе Мосоловского сельского поселения.

## Географическое положение
Деревня Воружка расположена на Окско-Донской равнине на реке Воружка (приток Непложи) в 25 км к юго-западу от пгт Шилово. Расстояние от деревни до районного центра Шилово по автодороге — 30 км.
К западу от деревни расположен большой пруд на реке Воружка. Ближайшие населенные пункты — деревня Ивановка и село Мосолово.

## Население
По данным переписи населения 2010 года в деревне Воружка постоянно проживают 34 чел. (в 1992 г. — 92 чел.).

## Происхождение названия
Деревня получила наименование по реке, на которой расположена. В «Списках населенных мест Российской империи» за 1862 год она упоминается как деревня Ворожка при речке Ворожка.

## История
В XVI—XVII вв. на месте деревни располагалось село Аргуново, Истоминское, Ворго тож, упоминаемое в выписке 1568 г. в числе архиерейских вотчин. В селе имелась деревянная церковь Введения Пресвятой Богородицы во храм, при которой числилось: 
«20 четей доброй земли, а в дву потомуж, и сена на 15 копен, да в том же селе дан вклад к церкви Введения 5 чети, 7 копен, а оброку дают крестьяне владыке землянаго по 5 пуд меду, сошные пашни пол-пол-пол-четь сохи».
Село Ворго, по-видимому, подверглось разорению в эпоху Смуты начала XVII в., так как в писцовых и межевых книгах Кирилла Воронцова-Вельяминова за 1636 г. значится уже сельцом с «пустовою церковью Введения Пречистые Богородицы», при которой состояло «церковные пашни, лесом поросло, добрые земли 12 четвертей в поле, а в дву потомуж, сена на реке на Ворге 10 копен». А в поместье писано «за Прокофьем Семеновым сыном да за Левонтьем Захаровым сыном Соболевыми по государевой грамоте 130 (1622) года».
И. В. Добролюбов отмечает, что в 1673 г. вместо Введенской церкви в селе Ворго была построена в то же храмонаименование деревянная церковь в селе Муратово. Причем в окладных книгах за 1676 г. Ворго, пониженное в статусе до деревни, числится в приходе Введенской церкви села Муратово, и в нём указано наличие 2 крестьянских дворов.
В 1801—1803 гг. Ворго с окрестным лесом было приобретено помещиком Григорием Павловичем Ржевским (1763+1830 гг.), который поселил здесь своих крестьян (24 души мужского пола) с семьями, став основателем новопоселенной деревни Ворожка. Вблизи деревни Г. П. Ржевским была выстроена собственная дача с господским домом, садом, оранжереями, мельницей и всякими хозяйственными заведениями, строениями. Впоследствии владельцем деревни Ворожка был его сын, Михаил Григорьевич Ржевский (1796+1856 гг.).
К 1891 г., по данным И. В. Добролюбова, деревня Ворожка относилась к приходу Успенской церкви села Мосолово и в ней числилось 25 дворов.

## Транспорт
Деревня Воружка расположена в непосредственной близости от автомобильной дороги федерального значения М-5 «Урал»: Москва — Рязань — Пенза — Самара — Уфа — Челябинск, и автомобильной дороги межмуниципального значения 61Н-732: Лесной — Мосолово — Ряссы. В 2,5 км к юго-востоку от деревни находится станция «Шелухово» железнодорожной линии «Рязань — Пичкиряево» Московской железной дороги.